# Шар 2C
Char 2C такође познат под именом FCM 2C је француски супертешки тенк произведен крајем Првог светског рата. Char 2C је највећи оперативни тенк икада направљен.

## Карактеристике
је тежио 69 тона делимично због свог оклопа који је напред био дебљине 45 mm а по странама 22 mm међутим већина његов тежине је била последица његове огромне величине. Од свих тенкова направљених у Првом светском рату Char 2C је имао најдебљи оклоп, иако по данашњим стандардима оклоп дебљине 45 mm се сматра танким и даље је највећи тенк који је икада произведен.

## Оперативна историја
Војна вредност тенкова је полако опадала током 1920-их и 1930-их. До краја 1930-их година тенкови Char 2C увелико су били застарели због њихове спорости и величине што их је чинило рањивим на ново развијене против тенковске топове. Ипак током Француске мобилизације 1939. свих десет тенкова је активирано. Из пропагандних разлога сваки тенк је назван по древним француским провинцијама. Како је њихова пропагандна вредност била већа од војне они нису учествовали у борбама већ су служили за пропагандне филмове за подизање морала у јавности се стекао утисак да су они неуништиви.
Када су немци у јуну 1940. пробили француске линије донета је одлука да се тенкови пребаце железницом на југ и тако спречи да падну у руке Немаца. Међутим 15. јуна 1940. железничка пруга је била блокирана услед експлозије цистерне за гориво па су тенкови унуштени на лицу места експлозивом. Ипак један тенк је заробљен од стране немаца и транспортован је у Берлин где је приказиван као ратни плен. Тенк су губи сваки траг 1948.